# Emilian Deryng
Emilian Deryng (ur. 26 lutego 1819 w Warszawie, zm. 4 grudnia 1895 we Lwowie) – artysta dramatyczny i powieściopisarz, pedagog sceniczny.

## Życiorys
Jego ojcem był nauczyciel, Jan Deryng, matką Teresa z domu Putz. Naukę zawodu aktorskiego pobierał w warszawskiej Szkole Dramatycznej u Bonawentury Kudlicza w roku 1838. Karierę rozpoczął od teatrów prowincjonalnych, a od września 1844 przyjęto go do teatrów w Warszawie. W 1845 wziął półroczny urlop i wyjechał celem poznania scen zagranicznych, a od początku 1846 całkowicie rozstał się z Warszawą, wyprowadziwszy się do Wilna, gdzie zdobył sobie uznanie i gdzie występował z powodzeniem aż do zamknięcia w 1864 przez władze rosyjskie teatru polskiego. W następnych latach grał w teatrach lwowskich, a następnie znów trafił do Warszawy. Tam w latach 1876–1878 był (po Władysławie Bogusławskim) reżyserem sceny warszawskiej dając przez trzynaście miesięcy swej pracy 25 premier. Zdymisjonowany został 13 czerwca 1879 za zbytnią uległość wobec podległych mu pracowników teatru.
W 1879 założył przy ulicy Danielewiczowskiej w Warszawie (w gmachu Granzowa, dawnej bóżnicy) prywatną szkołę dramatyczną, z której wyszli m.in. aktorzy tacy, jak: Maria Wisnowska, Klementyna Czosnowska, Antoni Siemaszko, Mieczysław Frenkiel, Edmund Rygier, Józef Chmieliński.
Później Deryng znów trafił na prowincję, wędrując po Polsce z własną trupą teatralną, a także organizując imprezy i widowiska. Zapomniany, zmarł w niedostatku we Lwowie.
Emilian Deryng był ojcem aktorki Marii Walewskiej z domu Deryng.
Pochowany na cmentarzu Łyczakowskim.

## Twórczość
- "Córka żołnierza" (powieść w 2 tomach, Wilno, 1845)[4]
- "Bracia Morawczycy" (dramat, 1849)[5]
- "Hrabia i listy" (komedia, 1849)
- "Szatan ziemi i anioł" (powieść w 3 tomach, Wilno, 1851[6])
- "Pojata córka Lizdejki", (dramat, 1854)
- "Bogumił Duda" (dramat, 1856)
- "Duch Hamleta" (komedia dla młodzieży, 1873)
- "Z życia artysty" (mała forma dramatyczna, 1877)
- "Na złość światu" (komedioopera, 1882)
- "Krasomówstwo, deklamacja i scenika polska" (poradnik dla teatrów amatorskich, Kraków, 1885) i in.